# Massimo Belardinelli
Massimo Belardinelli (5 giugno 1938 – 31 marzo 2007) è stato un fumettista italiano.

## Biografia
Esordì negli anni sessanta come disegnatore collaborando con lo Studio Rosi di Roma alla realizzazione di sfondi per cartoni animati e poi gli venne assegnata la realizzazione degli sfondi della serie a fumetti britannica "Steel Claw" disegnata da Jésus Blasco per la testata Valiant pubblicata dalla Fleetway; successivamente si dedicò alla realizzazione dei ripassi a china di serie a fumetti italiane per adulti come Messalina e Jacula.
Poi lasciò lo studio di Rosi per passare, insieme a Giorgio Cambiotti, nello Studio Giolitti nel 1969, dove rimarrà fino al 1993 realizzando, fra le altre cose, storie a fumetti di genere bellico per la Fleetway e la serie italiana dell'Uomo mascherato pubblicata dalla Fratelli Spada, oltre a serie come Turok e Star Trek. Nel 1977 fu incaricato di disegnare per due anni una versione rinnovata del personaggio di Dan Dare per la rivista britannica 2000 AD; successivamente, sempre per la stessa rivista realizzò altre serie a fumetti come Judge Dredd, Harlem Heroes, ACE Trucking Co., Moonrunners, Blackhawk, The Dead, Flesh e Inferno, oltre ad alcune delle prime storie di Sláine. Negli anni ottanta e nei primi anni novanta continuò a lavorare per la Fleetway. Dopo essersi ritirato a vita privata si dedicò alla pittura. Morì dopo una lunga malattia nel 2007.